# نوربيرتو باباراتو
نوربيرتو باباراتو (بالإسبانية: Norberto Paparatto)‏ (3 يناير 1984 بأدروغي في الأرجنتين - ) هو لاعب كرة قدم أرجنتيني في مركز الدفاع. لعب مع أتليتيكو رافائيلا وتيرو فيديرال وتيغري ونادي لانوس وبورتلاند تمبرز وبروتلاند تمبرز 2.

## وصلات خارجية
- نوربيرتو باباراتو على موقع الدوري الأمريكي (الإنجليزية)
- نوربيرتو باباراتو على موقع قاعدة بيانات كرة القدم.إي يو (الإنجليزية)
- نوربيرتو باباراتو على موقع Soccerbase.com (لاعب) (الإنجليزية)
- نوربيرتو باباراتو على موقع Soccerway.com (الإنجليزية)
- نوربيرتو باباراتو على موقع عالم كرة القدم.نت (الإنجليزية)
- نوربيرتو باباراتو على موقع AS.com (الإسبانية)